# Nikolai Nikolajewitsch Semjonow

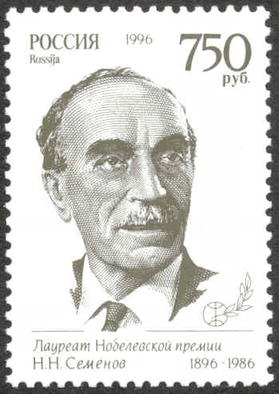
Russische Sonderbriefmarke von 1996

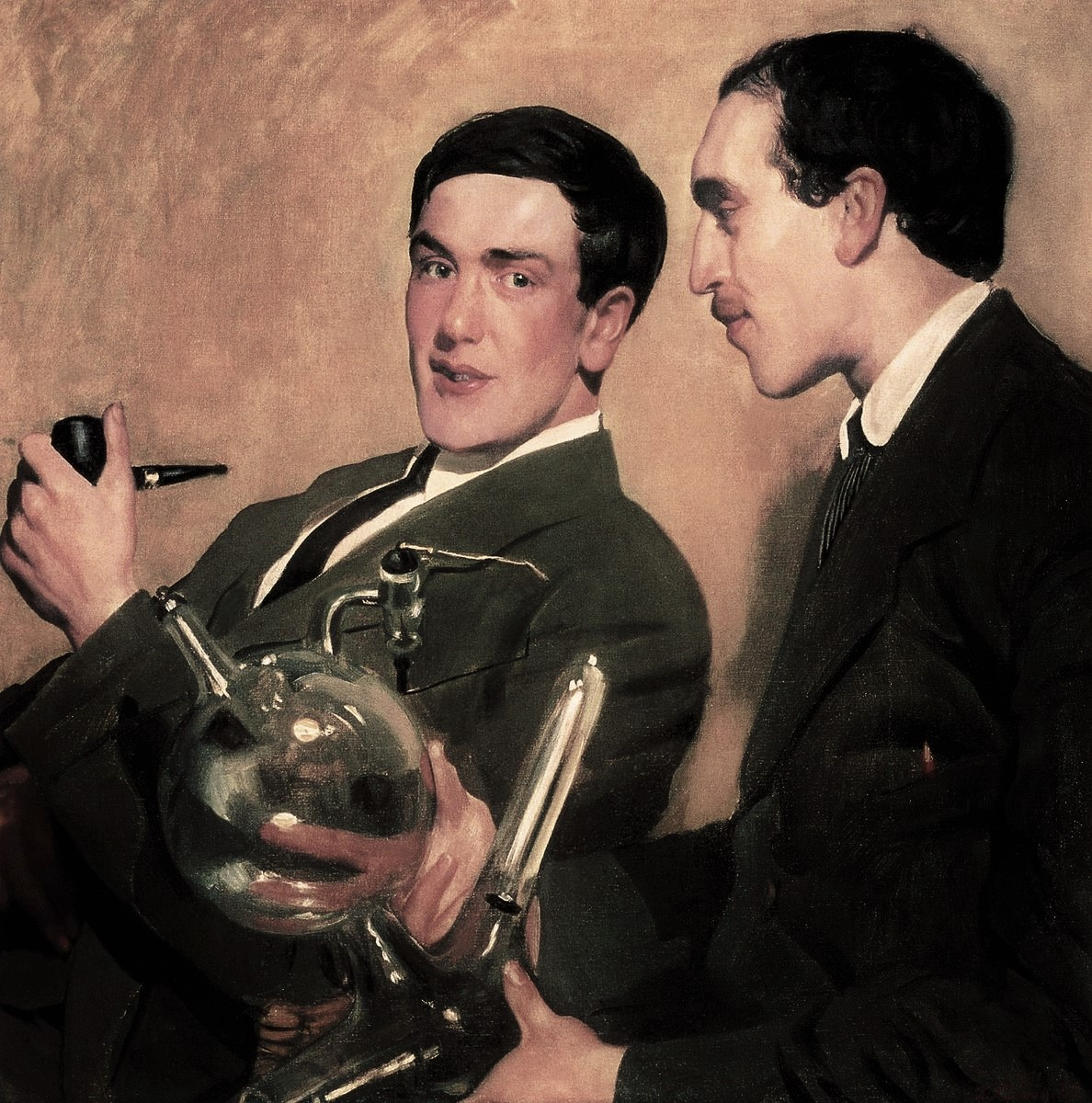
P. L. Kapiza und N. N. Semjonow auf einem Porträt B. M. Kustodijews (1921)

Nikolai Nikolajewitsch Semjonow (russisch Николай Николаевич Семёнов; wiss. Transliteration Nikolaj Nikolaevič Semënov; * 3. Apriljul. / 15. April 1896greg. in Saratow; † 25. September 1986 in Moskau) war ein russischer Physikochemiker. Er erhielt 1956 den Nobelpreis für Chemie für seine Analysen von Reaktionsmechanismen bei chemischen Reaktionen.

## Leben
Semjonows Vater war ein ehemaliger Offizier und Gutsverwalter, während seine Mutter Jelena Alexandrowna (Geburtsname: Dmitriewa) adliger Herkunft war. Von 1910 an lebte die Familie in Samara, wo Nikolai 1913 seinen Realschulabschluss gemacht hatte. Danach studierte er von 1913 bis 1917 Physik und Mathematik an der Universität in Sankt Petersburg, obwohl ihn sein Vater für eine Militärkarriere vorgesehen hatte und nicht viel von Naturwissenschaften hielt. Die Entscheidung des Sohnes führte zu einem Zerwürfnis innerhalb der Familie und zu einer Entfremdung zwischen Vater und Sohn, die erst allmählich überwunden werden konnte. Während seines Studiums hörte Semjonow unter anderem Vorlesungen bei Abram Joffe und wurde zu einem von dessen Lieblingsstudenten. Zu gleicher Zeit lernte er im Labor Joffes den jungen Physikstudenten Pjotr Kapiza kennen, der zu seinem engsten Freund wurde. Diese Freundschaft bestand ihr ganzes Leben lang. Semjonow schloss sein Studium 1917 mit der Note magna cum laude ab und blieb an der Universität als Doktorand bei Joffe.
Um den politischen Wirren zu entkommen, die nach der Oktoberrevolution in Petrograd herrschten, reiste Semjonow zu seinen Eltern nach Samara. Dort trat er als Freiwilliger in die weiße Armee ein und kämpfte im russischen Bürgerkrieg. Allerdings verließ er bereits nach wenigen Monaten die kämpfende Truppe und reiste zuerst nach Samara, und von dort nach Tomsk. Er war im Labor des Professors für Geophysik B. Weinberg tätig und wurde Dozent an der Tomsker Universität. Im September 1919 wurde Semjonow in die weiße Armee des Admirals Koltschak zwangsrekrutiert, aber nur im Kommunikationsdienst eingesetzt, so dass er nach der Eroberung Tomsks durch die Bolschewiki aus der Armee entlassen und nicht verfolgt wurde. Im Jahr 1920 ging er auf Einladung seines Doktorvaters Joffe an das Laboratorium für Elektronenprozesse am Physiko-Technischen Institut in Petrograd, das sich in Räumen des dortigen Polytechnischen Instituts befand und übernahm dessen Leitung. Semjonow war an der Gründung mehrerer physikalisch-technischer Institute in der Sowjetunion beteiligt und arbeitete zusammen mit später berühmt gewordenen Wissenschaftlern wie Juli Borissowitsch Chariton und Wiktor Nikolajewitsch Kondratjew. Zusammen mit Joffe baute er in Leningrad ein Institut für Physikalische Chemie auf und wurde 1928 zum Professor berufen, obwohl es ihm vorher nicht gelang, seine Doktorarbeit zu Ende zu schreiben – den Doktortitel sollte er 1946 verliehen erhalten, ohne je eine Dissertation verfasst zu haben.
1931 wurde er als Institutsleiter an das Institut für Chemische Physik der Sowjetischen Akademie der Wissenschaften in Leningrad berufen, das am 15. Oktober dieses Jahres durch ein Dekret des Obersten Rates für Volkswirtschaft aus seinem Labor geschaffen wurde. Außerdem übernahm er eine Professur für Physikalische Technik an der Lomonossow-Universität in Moskau. 1932 wurde Semjonow zum vollwertigen Mitglied der Akademie der Wissenschaften gewählt. Das Hauptaugenmerk Semjonows galt in dieser Zeit der weiteren Verfeinerung und Erklärung der Kinetik und  der damit verbundener Mechanismen chemischer Reaktionen. Das von Semjonow 1934 verfasste Buch Kettenreaktion erschien bereits ein Jahr später auf Englisch und wurde zum Standardwerk für die kinetische Chemie. Für das Buch Die Wärmetheorie von Brenn- und Explosionsprozessen bekam er 1941 den Stalinpreis. 1941 versuchte der sowjetische Physiker Nikolai Sergejewitsch Akulow, der mit ihm auf dem Gebiet der chemischen Kettenreaktion in Konkurrenz stand (aber eigentlich ein Experte für Magnetismus war), seine Reputation zu zerstören, indem er ihn des Plagiats und vager, damals aber gefährlicher Vorwürfe des Kosmopolitentums bezichtigte. Semjonow wehrte sich und konnte erreichen, dass eine Kommission der Sowjetischen Akademie der Wissenschaften ihn freisprach und Akulow selbst die Konsequenzen zu spüren bekam, indem er seinen Lehrstuhl an der Lomonossow-Universität verlor.
Nach dem deutschen Überfall auf die Sowjetunion 1941 wurde Semjonows Institut von Leningrad nach Kasan verlegt, wo seine Mitarbeiter sich mit der Problematik der Verbesserung herkömmlicher Sprengstoffe beschäftigten. Semjonow gelang es, dass sein Institut nach dem Krieg statt nach Leningrad zurückkehren zu müssen, nach Moskau verlegt wurde. Gleichzeitig gründete Semjonow 1944 an der Lomonossow-Universität in Moskau den Lehrstuhl für chemische Kinetik, dessen Leitung er fast vierzig Jahre innehaben sollte. Zu den Dozenten des Lehrstuhls zählten solch bedeutende Wissenschaftler wie Nikolai Markowitsch Emanuel und Wladislaw Wladislawowitsch Wojewodski. 1945 wurde Semjonow auch Dozent am Moskauer Institut für Physik und Technologie (MIPT).
In dieser Zeit wurde er zur Arbeit an der sowjetischen Atombombe hinzugezogen und übernahm die Herstellung von Messgeräten. In den Jahren 1948 bis 1949 befand sich zeitweilig fast die Hälfte des Instituts für Chemische Physik in der Nähe von Semipalatinsk, wo das Atomtestgelände war. Allerdings durfte Semjonow selbst das Gelände nicht betreten, weil die sowjetische Führung Angst hatte, er sei möglicherweise nicht loyal genug. Dies stellte aber später kein Hindernis dar, um Semjonow zusammen mit anderen führenden Köpfen des Atomprojekts mit dem Stalinpreis auszuzeichnen. Ein Jahr später fiel Semjonow allerdings endgültig in Ungnade. Die Gründe dafür waren seine Vergangenheit, vor allem seine Teilnahme am Bürgerkrieg auf Seiten der „Weißen“, seine Freundschaft mit Pjotr Kapiza, der dem Regime als „unbequem“ galt, und seine Beziehungen zu britischen Wissenschaftlern. Semjonow wurde „Katzbuckelei“ vor dem Westen vorgeworfen. Erst nach Stalins Tod im März 1953 durfte Semjonow wieder ungehindert forschen.
Die Auszeichnung mit dem Nobelpreis für Chemie 1956 machte Semjonow mit einem Schlag zu einem in der ganzen Sowjetunion berühmten Mann. Auch die neue Kremlführung unter Nikita Chruschtschow suchte die Nähe zum Wissenschaftler. Allerdings durfte er während der Reise nach Stockholm zur Verleihung des Nobelpreises seine Kinder nicht mitnehmen, da man Angst hatte, er könnte in den Westen flüchten. Die Popularität Semjonows fand seinen Niederschlag in seiner Wahl zum Vizepräsidenten der Akademie der Wissenschaften (von 1963 bis 1971), in seiner Stellung als „Berater für Chemiefragen“ der sowjetischen Führung und in mehreren Auszeichnungen.
Ende der 1950er Jahre wurde auf den Vorschlag Semjonows ein Testgelände für die Erforschung der Brenn- und Explosionsvorgänge im Dorf Tschernogolowka in der Nähe von Noginsk gegründet, dessen Leitung er übernahm. Zu den damaligen Mitarbeitern Semjonows zählte auch der spätere Menschenrechtler und Dissident Sergei Kowaljow. Allerdings unterstützte Semjonow, der seit 1947 Mitglied der Kommunistischen Partei war, nie öffentlich die regimekritischen Wissenschaftler, die sich um Andrei Sacharow gruppiert hatten.
In seinen letzten Jahren widmete er sich stark den ökologischen Problemen und der Überwindung von Folgen der Luftverschmutzung. Er gehörte zu den ersten sowjetischen Wissenschaftlern, die vor der globalen Erwärmung warnten und eine schnelle Ausstattung der Fabriken und Werke mit umweltschützenden Filtern forderten. Er gründete die Zeitschrift Chemische Physik und wurde zu ihrem Chefredakteur.
Erst wenige Monate vor seinem Tod im Alter von 90 Jahren gab er die Leitung des Instituts für chemische Physik auf, das jetzt seinen Namen trägt.

## Werk
Nikolai Semjonow konzentrierte seine Arbeiten vor allem auf die Theorie der Reaktionsmechanismen und erforschte die Reaktionskinetik und die chemische Kettenreaktion. Dabei versuchte er die von Max Bodenstein entwickelten Theorien über die Reaktionsvorgänge bei Kettenreaktionen für verschiedene Anwendungen und Probleme praktisch nutzbar zu machen.
1924 konnte er feststellen, dass Phosphordämpfe einen bestimmten kritischen Sauerstoffpartialdruck brauchen, um sich zu entzünden. Er konnte auch erkennen, dass nach der Startreaktion einer Kettenreaktion ebenso wie bei den folgenden Reaktionen mehrere aktive Teilchen entstehen, die zu einer Verzweigung der Reaktion führen und zugleich die Gesamtreaktion heftiger werden lassen. Über diese aktiven Teilchen lässt sich nach seinen Theorien eine Kettenreaktion steuern und auch abbremsen.
Seine Ergebnisse kommen zum einen bei der Herstellung von klopfarmen Kraftstoffen und Sprengstoffen mit vorhersehbaren Explosionsvorgängen zur Anwendung. Zum anderen helfen sie bei der Entwicklung von neuen industriellen Fertigungsverfahren, vor allem in der Kunststoffindustrie. Mit den Arbeiten war beispielsweise der Grundstein für eine industrielle Fertigung von Polymerisationserzeugnissen geschaffen.

## Privatleben
1921 heiratete er Maria Issidorowna Borejsche-Liwerowskaja, die Professorin für Romanistik und Übersetzerin der Werke Dantes ins Russische. Sie war älter als Semjonow und bereits vorher verheiratet; aus ihrer ersten Ehe hatte sie vier Kinder, wobei die ältesten Kinder Semjonow nie als Stiefvater anerkannten. Nachdem seine Frau im Jahr 1923 an Krebs gestorben war, heiratete Semjonow 1924 ihre Nichte Natalja Nikolajewna Burzewa, eine Musiklehrerin. Aus dieser Ehe hatte Semjonow zwei Kinder: Sohn Juri (geb. 1925) und Tochter Ljudmila (geb. 1928). 1971 ließ er sich scheiden und heiratete in dritter Ehe Lidia Schtscherbakowa, die eine seiner Assistentinnen am Institut war. Diese Ehe blieb kinderlos.

## Auszeichnungen
- Nobelpreis für Chemie (1956)
- Held der sozialistischen Arbeit (1966, 1976)
- Stalinpreis (1941, 1949)
- Lomonossow-Goldmedaille (1969)
- Leninpreis (1976)
- Mitglied der Deutschen Akademie der Naturforscher Leopoldina (1959)[2]
- Mitglied der National Academy of Sciences (1963)
- Mitglied der Deutschen Akademie der Wissenschaften zu Berlin (1966)[3]
- Ehrenmitglied (Honorary Fellow) der Royal Society of Edinburgh[4]
- Mitglied (associé étranger) der Académie des sciences[5]